# Nino Bertasio
Nino Bertasio (nascido em 30 de julho de 1988) é um golfista profissional italiano. Representou a Itália no golfe nos Jogos Olímpicos de Verão de 2016, no Rio de Janeiro.